# Robert Leckie (auteur)
Pour les articles homonymes, voir Robert Leckie.
Robert Leckie (né le 18 décembre 1920 et mort le 24 décembre 2001) est un écrivain américain. Il a écrit des livres sur l'Histoire militaire des États-Unis, des fictions, des autobiographies et des livres pour enfants. Il a servi dans le corps des marines au sein de la 1re Division de marines pendant la Seconde Guerre mondiale. Son service en tant que mitrailleur et éclaireur a grandement influencé son œuvre.

## Biographie

### Jeunesse et formation
Leckie est né le 18 décembre 1920 à Philadelphie, en Pennsylvanie, dans une famille catholique irlandaise et américaine (par ses deux parents) de huit enfants. Il a grandi à Rutherford, dans le New Jersey. Il a commencé sa carrière d'écrivain à l'école secondaire, en tant que journaliste sportif pour le The Bergen Evening Record à Hackensack, dans le New Jersey.

### La carrière militaire
Le 18 janvier 1942, Leckie s'enrôle dans le Corps des Marines des États-Unis. Il a servi au combat dans le théâtre de la guerre du Pacifique, en tant qu'éclaireur et mitrailleur dans la 1re Division de Marines, dans la compagnie H, 2e Bataillon du 1er Régiment de Marines. Leckie a participé à la bataille de Guadalcanal, la bataille de Cape Gloucester, et a été blessé par une onde de choc durant la bataille de Peleliu. En raison de ses blessures, il est évacué vers l'hôpital militaire des îles Russell. Il retourne aux États-Unis en mars 1945, et rendu à la vie civile peu de temps après.

### L'après-guerre
Après la Seconde Guerre mondiale, Leckie travaille comme journaliste pour l'agence Associated Press, le Buffalo Courier-Express, le New York American Journal, le New York Daily New et The Star-Ledger. Il épouse Vera Keller, une voisine d'enfance, avec qui il a trois enfants : David, Geoff et Joan. En 1951, selon Vera, ce qui a inspiré à Leckie d'écrire ses mémoires sur son expérience, est d'avoir vu South Pacific sur Broadway et d’être sorti pendant le show… Il aurait dit : «Je dois raconter l'histoire comme cela s'est vraiment passé. Je dois faire savoir aux gens que la guerre n'était pas une comédie musicale». Son premier best-seller Helmet for My Pillow, dans lequel il raconte ses mémoires, fut publié en 1957. Leckie a ensuite écrit plus de 40 livres sur l'histoire américaine, allant de la guerre contre les Français et les Indiens French and Indian War (1754-1763) à l'opération Tempête du désert (1991).
Robert Leckie est décédé le 24 décembre 2001, après avoir combattu longuement la maladie d'Alzheimer. Lui survivent Vera son épouse depuis 55 ans, ses trois enfants, deux sœurs et six petits-enfants. 
Il est inhumé au cimetière Saint-Joseph de Newton, dans le New Jersey.
Les mémoires de guerre de Leckie, Helmet for My Pillow (ouvrage traduit en français sous le titre "Ma guerre du pacifique"), ainsi que le livre d'Eugene Sledge With the Old Breed (ouvrage traduit en français sous le titre "Frères d'armes"), forment la base de la série américaine de 2010 The Pacific de HBO, succédant à Band of Brothers,. 
Leckie fut interprété par James Badge Dale et Vera par Caroline Dhavernas dans The Pacific.

## Œuvres
- Helmet for My Pillow : From Parris Island to the Pacific, Bantam Books, 1957, rééd. 2010, 309 p. (ISBN 978-0-553-59331-0, lire en ligne),
- Strong Men Armed : The United States Marines Against Japan, Da Capo Press, 30 novembre 1961, rééd. 22 août 1997, 576 p. (ISBN 978-0-306-80785-5),
- Conflict : The History Of The Korean War, 1950-1953, Da Capo Press, 1962, rééd. 22 août 1996, 496 p. (ISBN 978-0-306-80716-9),
- The Story of World War II, Random House, 12 septembre 1964, 200 p. (ISBN 978-0-394-90295-1, lire en ligne),
- Story of World War I, Random House, 1965, rééd. 1 novembre 1970, 189 p. (ISBN 978-0-394-81693-7),
- Challenge for the Pacific : Guadalcanal : The Turning Point of the War, Bantam, 1966, rééd. 26 octobre 2010, 464 p. (ISBN 978-0-553-38691-2),
- Battle for Iwo Jima, Random House Trade, 28 décembre 1967, 121 p. (ISBN 978-0-394-80418-7),
- The Wars of America, HarperCollins Publishers, 1 juillet 1981, rééd. 31 décembre 1992, 1306 p. (ISBN 978-0-06-016831-5, lire en ligne),
- Delivered from Evil : The Saga of World War II, HarperCollins Publishers, 1er janvier 1987, 998 p. (ISBN 978-0-06-015812-5),
- None Died in Vain : The Saga of the American Civil War, Harper Perennial, 1 septembre 1990, rééd. 25 septembre 1991, 704 p. (ISBN 978-0-06-092116-3),
- George Washington's War : The Saga of the American Revolution, Harper Perennia, 1992, rééd. 15 septembre 1993, 688 p. (ISBN 978-0-06-092215-3),
- From Sea to Shining Sea : From the War of 1812 to the Mexican War; The Saga of America's Expansion, Harper Perennial, 1993, rééd. 16 novembre 1994, 678 p. (ISBN 978-0-06-092254-2, lire en ligne),
- Okinawa : The Last Battle of World War II, Penguin Books, 25 mai 1995, rééd. 1 juillet 1996, 224 p. (ISBN 978-0-14-017389-5),
- A Few Acres Of Snow : The Saga Of The French And Indian Wars, Booksales, 1 janvier 1999, rééd. 29 janvier 2008, 388 p. (ISBN 978-0-7858-2100-7),